# Hyperaspis filiola
Hyperaspis filiola är en skalbaggsart som beskrevs av Thomas Casey 1908. Hyperaspis filiola ingår i släktet Hyperaspis och familjen nyckelpigor. Inga underarter finns listade i Catalogue of Life.